# Осада Бендер (1770)
Осада Бендер — сражение русско-турецкой войны 1768—1774 годов. 2-я русская армия во главе с графом Петром Ивановичем Паниным взяла турецкую крепость Бендеры, расположенную в современном Приднестровье.

## Ход осады
Осада Бендерской крепости, которая являлась мощным опорным пунктом Османской империи, началась 15 июля 1770 года и длилась два месяца. Гарнизон Бендер, насчитывавший свыше 12 тысяч человек (по другим данным до 30 000 человек), в том числе отборных янычар, противостоял почти 33-тысячной русской армии (18 567 человек пехоты, 10 673 кавалерии, 3 574 человек в артиллерии и в инженерных войсках). Командующий 2-й армией граф Панин поначалу надеялся принудить крепость к капитуляции измором и пушечным обстрелом. Важную роль в управлении осадными работами играл Родион Николаевич Гербель.
Накануне запланированного на 15 сентября штурма обстрел усилился, в городе от пушечного огня возник пожар. 15 сентября была подорвана подведённая под стену мощная мина (400 пудов пороха), от взрыва обрушилась часть крепостной стены. В ночь на 16 сентября Панин отдал приказ к штурму. Ожесточённый бой в охваченном пламенем городе длился всю ночь, к утру уцелевшие защитники крепости сложили оружие. В ходе штурма было убито около 7 тысяч турок, остальные были взяты в плен. Русские потери во время взятия крепости составили 6 тысяч человек, из которых 1672 были убиты. Таким образом, взятие этой мощной крепости стало самым кровавым сражением для русской стороны за всю войну.

## Результаты
Результатом взятие Бендер стал переход всего пространства между Днестром и Прутом (Молдавии) под русский контроль. За успешную операцию Панин был награждён орденом Святого Георгия 1-й степени.

## Интересные факты
В осаде Бендер в ранге хорунжего принимал участие Емельян Пугачёв. Ещё одной известной личностью, участвовавшей во взятии Бендер, был будущий герой Отечественной войны 1812 года Михаил Кутузов.
Среди захваченных в крепости пленниц были две турецкие девушки-сестры, Сальха и Фатьма, которых майор Муфель подарил своему приятелю помещику Афанасию Ивановичу Бунину. Младшая из рабынь, Фатьма, которой было 11 лет, скончалась через год, а её 16-летняя старшая сестра выжила и родила своему хозяину сына, ставшего крупным русским поэтом XIX века Василием Андреевичем Жуковским.